# Caffè San Marco

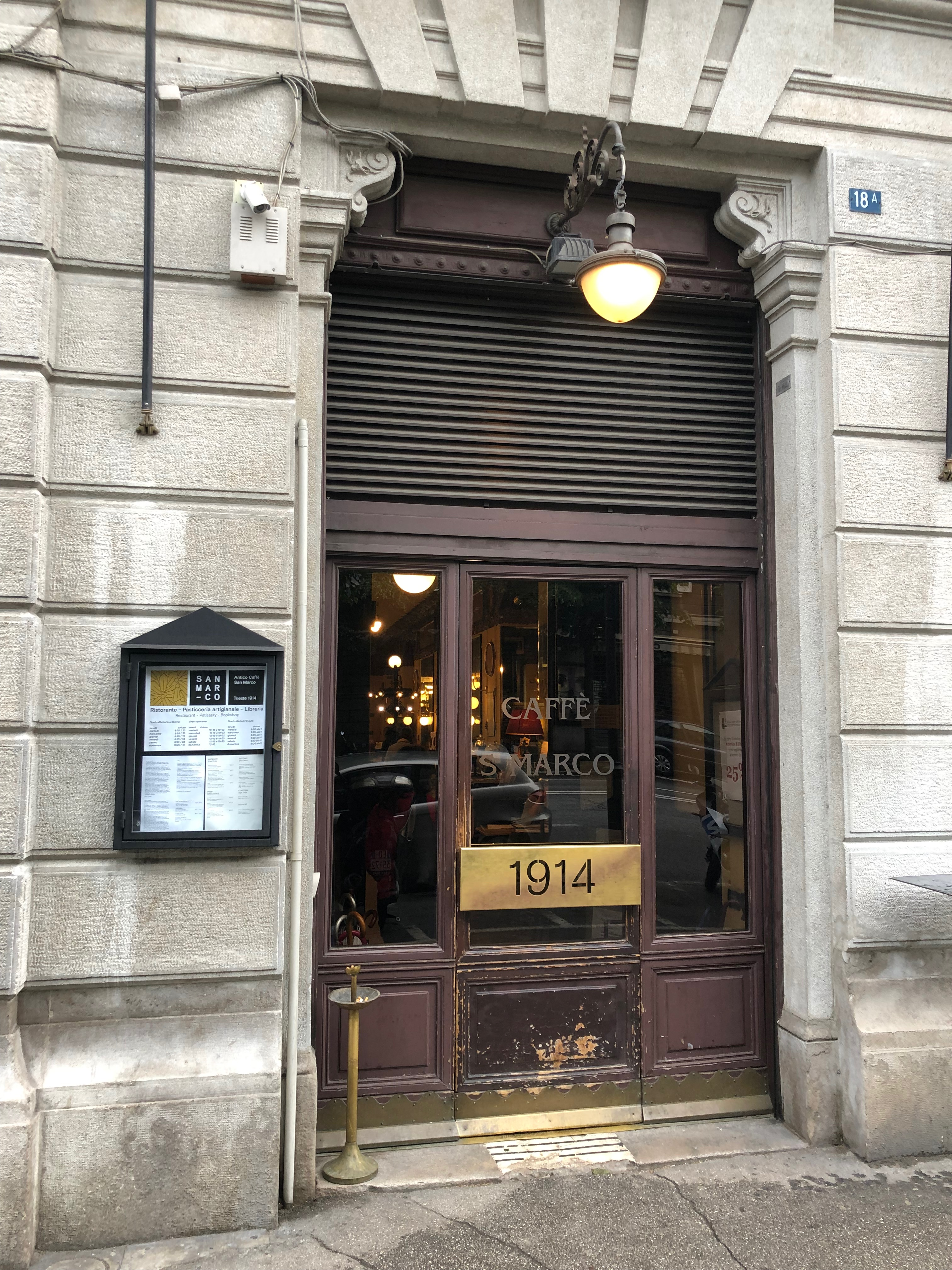
Eingang zum Caffè San Marco

Das Antico Caffè San Marco in Triest (Via Battisti 18) ist ein 1914 entstandenes Literatencafé.

## Geschichte
Das Café wurde am 3. Januar 1914 eröffnet, in einem 1912 errichteten, der Assicurazioni Generali gehörenden Haus. Nach Angaben von Claudio Magris war der erste Besitzer Marco Lovrinovich aus Fontane d’Orsera bei Parenzo. Das Lokal wurde ähnlich dem 1830 gegründeten Caffè Tommaseo zu einem der Zentren der Irredentisten in der wichtigsten Hafenstadt der Donaumonarchie, worauf auch die venezianischen Markuslöwen im Mobiliar verwiesen. Hier sollen unter anderem falsche Pässe für italienisch-patriotische Aktivisten hergestellt worden sein. Am 23. Mai 1915, dem Tag des Kriegseintrittes Italiens an der Seite der Entente wurde das Café daher von pro-österreichisch orientierten Eindringlingen verwüstet. Lovrinovich wurde in Graz-Liebenau inhaftiert, weil er sich durch eine bewusst herbeigeführte Augeninfektion dem österreichischen Militärdienst entzogen haben soll.
Später wurde das Café zwar 1918 wiedereröffnet, blieb aber über Jahrzehnte hinweg weitgehend unbeachtet. Erst die Renovierung und Neueröffnung vom 16. Juni 1997 (mit Hilfe des Hauseigentümers, der genannten Versicherung) führte zu einer Renaissance des traditionsreichen Cafés. 
Das San Marco mit seiner weitgehend original erhaltenen Jugendstileinrichtung ist auch als Literatencafé bekannt. Hier verkehrten unter anderem Italo Svevo, James Joyce, Umberto Saba, Giani Stuparich, Giorgio Voghera, später auch Fulvio Tomizza und Claudio Magris. Als zuletzt vermehrt Gäste ausblieben und dem Kaffeehaus die Schließung drohte, startete Magris 2013 gemeinsam mit anderen Stammgästen eine erfolgreiche Kampagne zur Rettung des Cafés, seitdem ist im linken Flügel des Kaffeehauses eine Buchhandlung untergebracht.

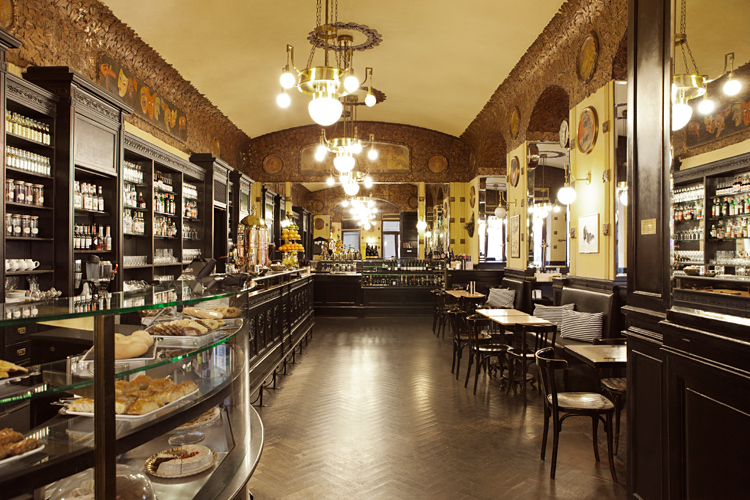
Innenraum